# Parque Estadual da Pedra da Boca
O Parque Estadual da Pedra da Boca está localizado na porção nordeste do município brasileiro de Araruna, no estado da Paraíba. Foi criado pelo Decreto nº 20.889 de 7 de fevereiro de 2000. Embora localizado em Araruna, o acesso ao parque dá-se pelo município de Passa-e-Fica no estado vizinho do Rio Grande do Norte. 

## Características
Com área de 157,25 hectares, o parque está inserido no bioma da caatinga, onde as configurações geológicas e geomorfológicas são ímpares e atrativas aos estudiosos, turistas, visitantes e adeptos dos esportes radicais.
O parque possui um conjunto rochoso de composição granítica porfirítica, com vestígios de gnaisses e quartzitos, que apresentam faces arredondadas e extensas caneluras que vão do cume ao chão.
Encontra-se encrustado  nos contrafortes da serra da Araruna e da serra da Confusão, ambas formações do planalto da Borborema. A denominação «Pedra da Boca» advém da existência de uma formação rochosa de aproximadamente 336 metros de altura, a qual apresenta uma cavidade provocada por séculos de erosão, cuja configuração lembra uma boca gigante prestes a abocanhar algo.

## Biodiversidade
Estima-se que haja na área ao menos 21 espécies de répteis e anfíbios, 16 espécies de mamíferos e 125 de plantas.

## Turismo
Suas formações são propícias para a prática do rapel e outros esportes e aventura e exploração. Algumas cavernas apresentam escrituras rupestres.